# Jan Siemons
Jan Siemons (Zundert, 26 mei 1964) is een voormalig Nederlands wielrenner. Zijn wielrencarrière begon bij de lokale Zundertse wielrenvereniging, waar hij als amateur onder andere de Ronde van Luik won in 1984.
Hij was beroepsrenner van 1986 tot 1992. Siemons behaalde een aantal ereplaatsen maar won geen wedstrijden. Na zijn actieve wielerloopbaan werd Siemons bedrijfsleider van zijn ouders' seksclub "Sauna Diana" in Zundert.
Zijn broer Marc was ook professioneel wielrenner (1990 - 1993).

## Resultaten in voornaamste wedstrijden
| Jaar | Ronde van Italië | Ronde van Frankrijk | Ronde van Spanje |
| ---- | ---------------- | ------------------- | ---------------- |
| 1986 |                  | buiten tijd         |                  |
| 1987 |                  |                     |                  |
| 1988 |                  |                     |                  |
| 1989 | 99e              | 120e                |                  |
| 1990 | 156e             | 143e                |                  |
| 1991 |                  | 146e                | 105e             |
| 1992 |                  | opgave              | 129e             |

| Jaar | Milaan-San Remo | Amstel Gold Race | Luik-Bast.‑Luik | Waalse Pijl | Brabantse Pijl |
| ---- | --------------- | ---------------- | --------------- | ----------- | -------------- |
| 1986 |                 | 29e              |                 |             |                |
| 1987 |                 | 23e              |                 |             | 14e            |
| 1988 |                 | 60e              |                 | 46e         |                |
| 1989 | 86e             | 33e              | 87e             | 14e         |                |
| 1990 |                 | 59e              | 38e             | 112e        |                |
| 1991 |                 | 106e             | 36e             | 27e         |                |
| 1992 |                 |                  | 66e             | 50e         | 5e             |

## Noot
1. ↑  Club Diana Toen nog Sauna Diana.